# Jah Lightning
Jah Lightning is een Surinaams zanger. Rond 2015 had hij een nummer 1-notering met zijn album No lafu wan trawan.

## Biografie
Jah Lightning was dertien jaar oud toen hij voor het eerst op het podium stond. Toen was dat in een muziekgroep met zijn neven. Hij is een broer van de rapper Young Money en afkomstig uit de Gaza-familie van King Koyeba.
Hij begon zijn zangloopbaan in de dancehall en nam later ook klassieke reggae op in zijn repertoire. Hij heeft opgetreden met artiesten als Damaru, Reggie Jah Bless en King Koyeba.
Met zijn album No lafu wan trawan (circa 2015) bereikte hij de nummer 1-positie bij Radio Koyeba en nummer 2 bij Radio Boskopu. In 2017 verscheen zijn autobiografische liefdeslied Het kan pijn doen. Voor zijn gospelnummer Gado abi wang presi (2021) bracht hij ook een videoclip uit.